# Kersey
Kersey és una població dels Estats Units a l'estat de Colorado. Segons el cens del 2000 tenia 1.389 habitants.

## Demografia
Segons el cens del 2000, Kersey tenia 1.389 habitants, 474 habitatges, i 374 famílies. La densitat de població era de 552,9 habitants per km².
Dels 474 habitatges en un 48,1% hi vivien nens de menys de 18 anys, en un 62,4% hi vivien parelles casades, en un 12,2% dones solteres, i en un 20,9% no eren unitats familiars. En el 17,1% dels habitatges hi vivien persones soles el 7,8% de les quals corresponia a persones de 65 anys o més que vivien soles. El nombre mitjà de persones vivint en cada habitatge era de 2,93 i el nombre mitjà de persones que vivien en cada família era de 3,33.
Per edats la població es repartia de la següent manera: un 34,5% tenia menys de 18 anys, un 8,3% entre 18 i 24, un 31% entre 25 i 44, un 18% de 45 a 60 i un 8,2% 65 anys o més.
L'edat mediana era de 30 anys. Per cada 100 dones de 18 o més anys hi havia 92 homes.
La renda mediana per habitatge era de 41.333 $ i la renda mediana per família de 45.329 $. Els homes tenien una renda mediana de 31.250 $ mentre que les dones 23.148 $. La renda per capita de la població era de 16.346 $. Entorn del 8,1% de les famílies i el 8,9% de la població estaven per davall del llindar de pobresa.

## Poblacions més properes
El següent diagrama mostra les poblacions més properes.